# Mount Gabb
Mount Gabb – szczyt w USA, w środkowej części stanu Kalifornia, położony 32 km na południowy zachód od miasta Bishop, w hrabstwie Fresno w rezerwacie John Muir Wilderness Area. Jest to jeden z najwyższych szczytów w górach Sierra Nevada oraz w Kalifornii. Obecną nazwę szczytowi nadano w 1865 roku na cześć amerykańskiego paleontologa Williama Gabba.